# Decòrum

Aquesta obra de Veronés de 1573, que representava inicialment L'últim sopar, va haver de canviar el seu títol pel d'algun altre dels banquets reflectits en els evangelis (se li han atribuït Sopar a casa de Leví i Menjar a casa de Simón Fariseo) per evitar la condemna de la Inquisició, davant la qual havia estat denunciada per raons teològiques, subjacents a la seva inadequació al concepte de decorum aplicable a un tema religiós, que resultava obscè per a la funció i l'espai al que anava destinada (el refetor d'un monestir). Òbviament, no es reprodueix un ambient jueu del segle I ni es tracta amb solemnitat a personatges sagrats, sinó que es representa un extravagant festí venecià de la seva època. Durant el procés, Veronés es va justificar comparant la seva obra amb els frescos de Miguel Ángel a la Capella Sixtina, i se li va respondre pels inquisidores venecians: No enteneu que al representar el Judici Final, on és un error suposar que s'anirà vestit, no hi ha raó per pintar-ne cap?. En realitat, per a aquesta època ja s'havia efectuat la intervenció que va cobrir alguns d'aquests nus.

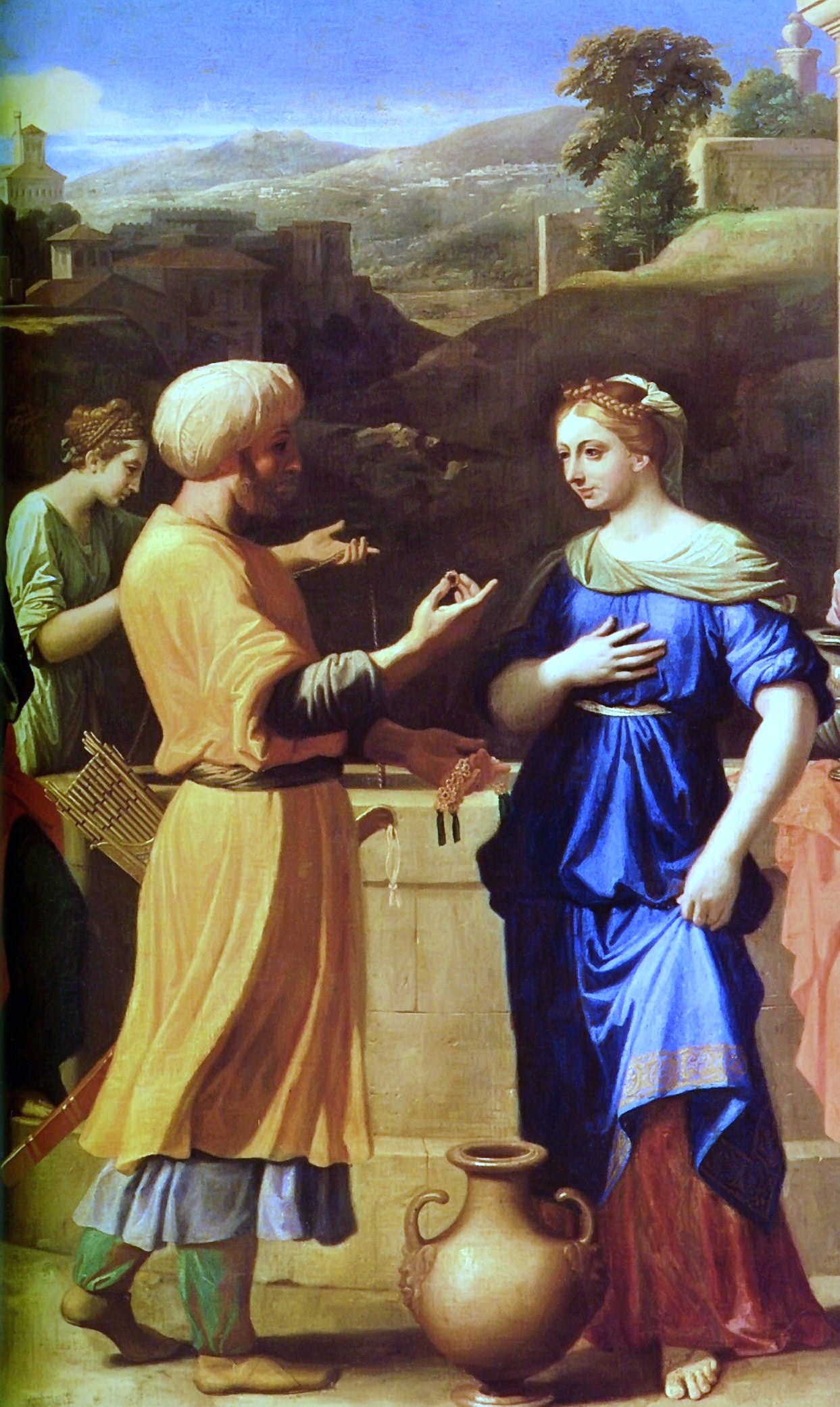
Rebeca i Eliecer, de Poussin (ca. 1660).

Decòrum (paraula llatina traduïble per "l'apropiat" o "l'adequat") és un principi de la retòrica clàssica, la poètica i la preceptiva dramàtica, així com de l'estètica i la teoria de l'art, per designar l'apropiat de la utilització d'un estil o una forma per a l'assumpte tractat. També s'aplica per prescriure límits al comportament social que es considera adequat en cada situació segons les convencions socials. S'utilitza directament en llatí en contextos artístics i literaris (la RAE recull aquest sentit en les accepcions 6, 7 i 8 de la paraula castellana "decoro").
Tant Aristòtil (Poetica) com Horaci (Ars Poetica) van tractar la importància de l'adequació de l'estil al tema en cada gènere literari (èpica, tragèdia, comèdia). Per a Horaci Mai l'assumpte còmic permet / tràgics versos; ni l'atroç convit / de Thiestes vulgars expressions, / com a narració còmica, tolera. / Cap d'aquestes dues composicions / s'a part dels seus límits i esfera.
El pintor classicista Nicolas Poussin, per justificar un tractament sobri d'una escena bíblica que habitualment es representava amb presència d'animals exòtics com són els camells (Rebeca i Eliecer), va argumentar: No cal barrejar l'estil frigi amb l'estil dori, metàfora musical que permet comprovar que no només la literatura i les arts plàstiques, sinó també la musicologia té la seva pròpia versió del decòrum.

Encara que una posició "decorosa" no té per què coincidir amb una posició pudorosa (només seria així en el cas que els personatges o l'ambient representat així ho exigissin), la repressió del nu en l'art, especialment a partir del Concili de Trento (1545-1563), es va convertir en una obsessió que va identificar tots dos termes, arribant a extrems com la mutilació d'estàtues clàssiques, que els seus genitals es van cobrir amb fulles, o la intervenció de Daniele da Volterra il Braghettone sobre El Judici Final de Miquel Àngel (1564).

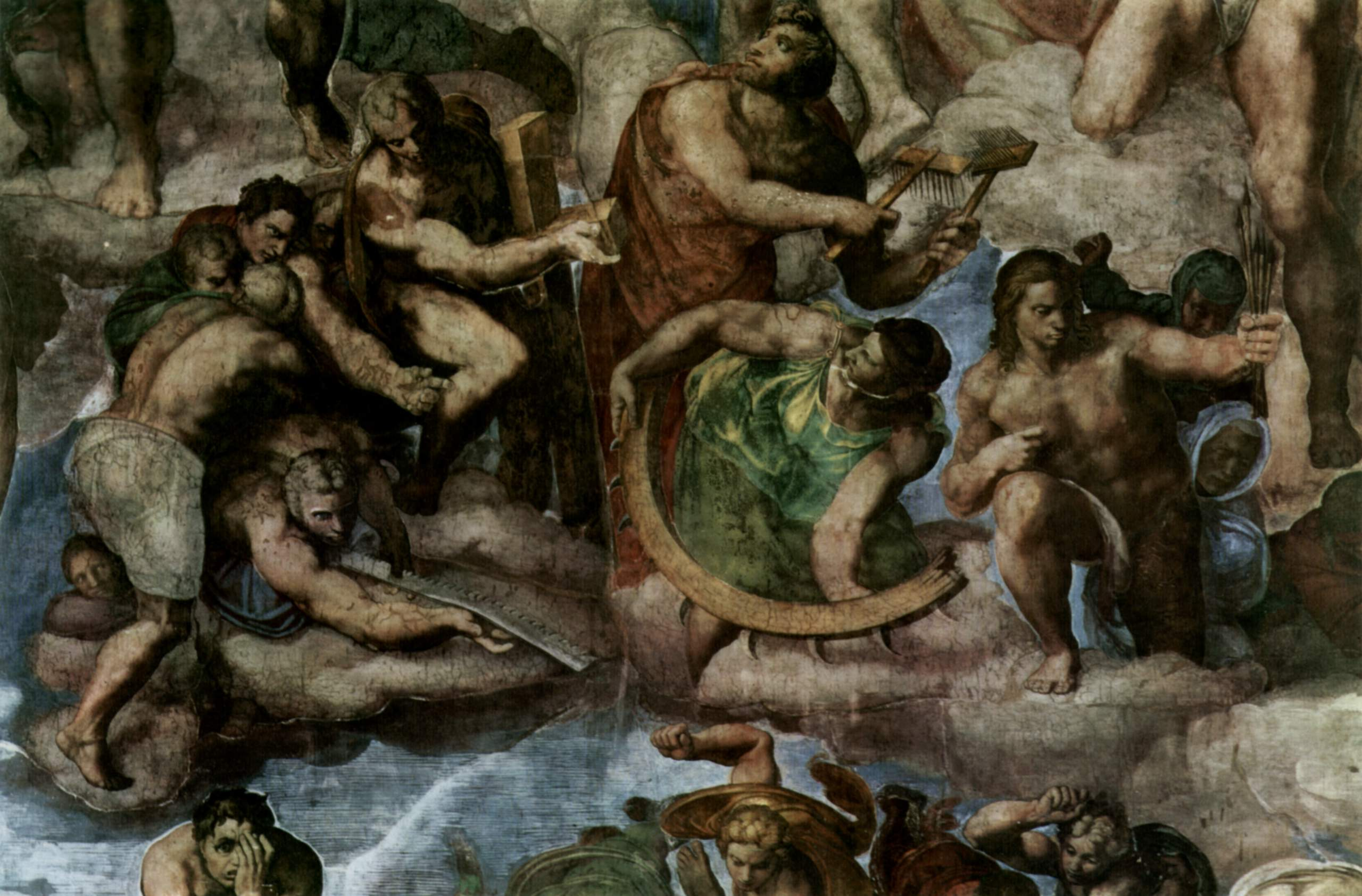
Fragment del Judici Final de Miquel Àngel. La parella formada per la Santa reclinada (Catalina) i el Sant que apareix després d'ella (Blas) va ser una de les més retocades i cobertes de roba per Volterra, atès que la seva postura resultava equívoca.
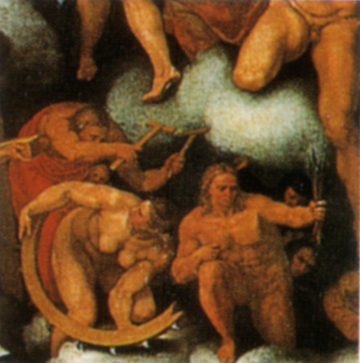
Aquest és l'aspecte que tenia l'escena originalment (fragment de la còpia de Marcelo Venusti (1549).
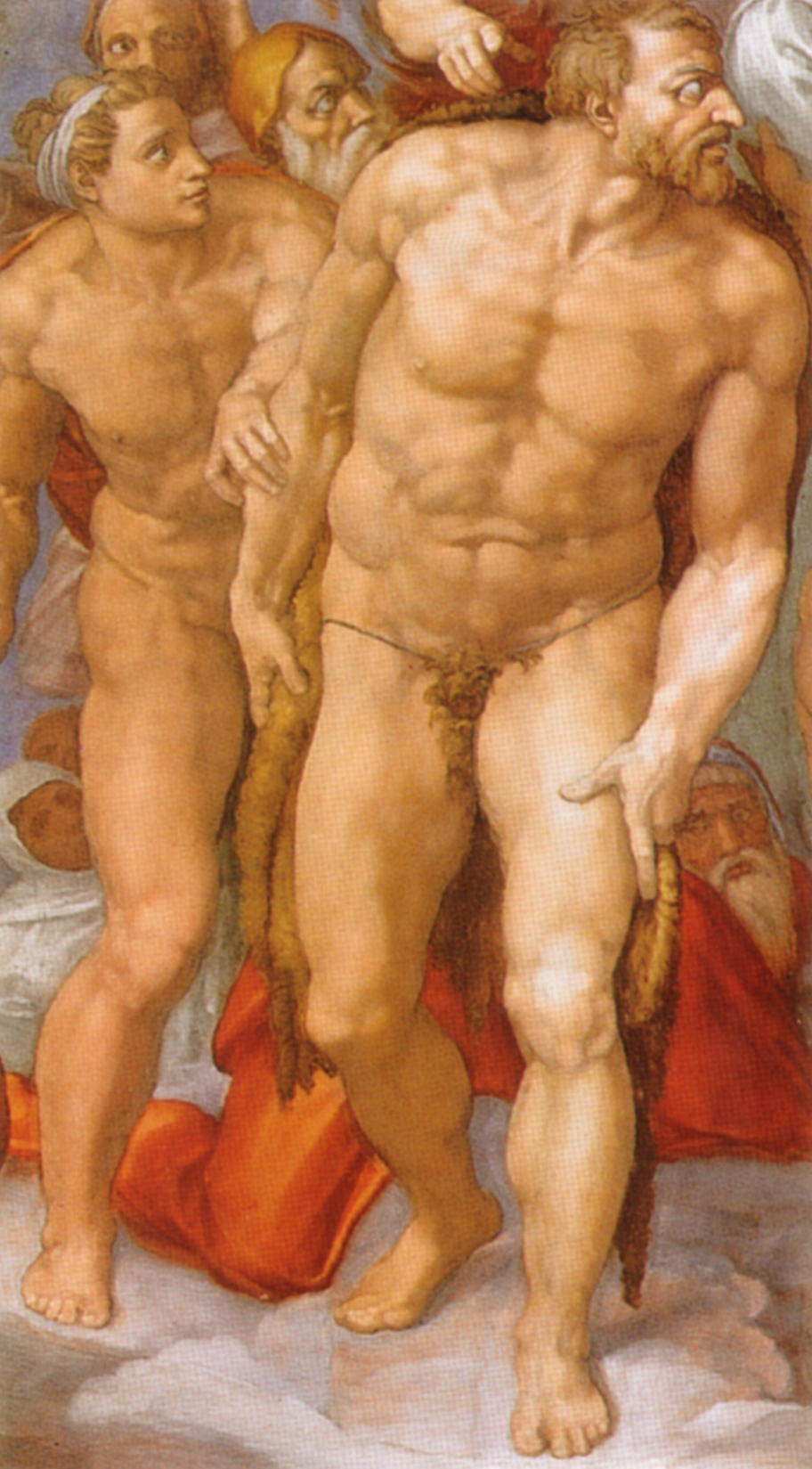
Altres personatges, com aquest Sant Joan Baptista, només van necessitar un petit detall per cobrir els genitals. Alguns d'aquests retocs van ser eliminats en la restauració de 1980-1994.

Tampoc s'identifica el decòrum amb la modèstia, com proven les posis orgulloses o displicentes de la denominada Grand Manner del retrat anglès, en el que van rivalitzar Joshua Reynolds i Thomas Gainsborough.

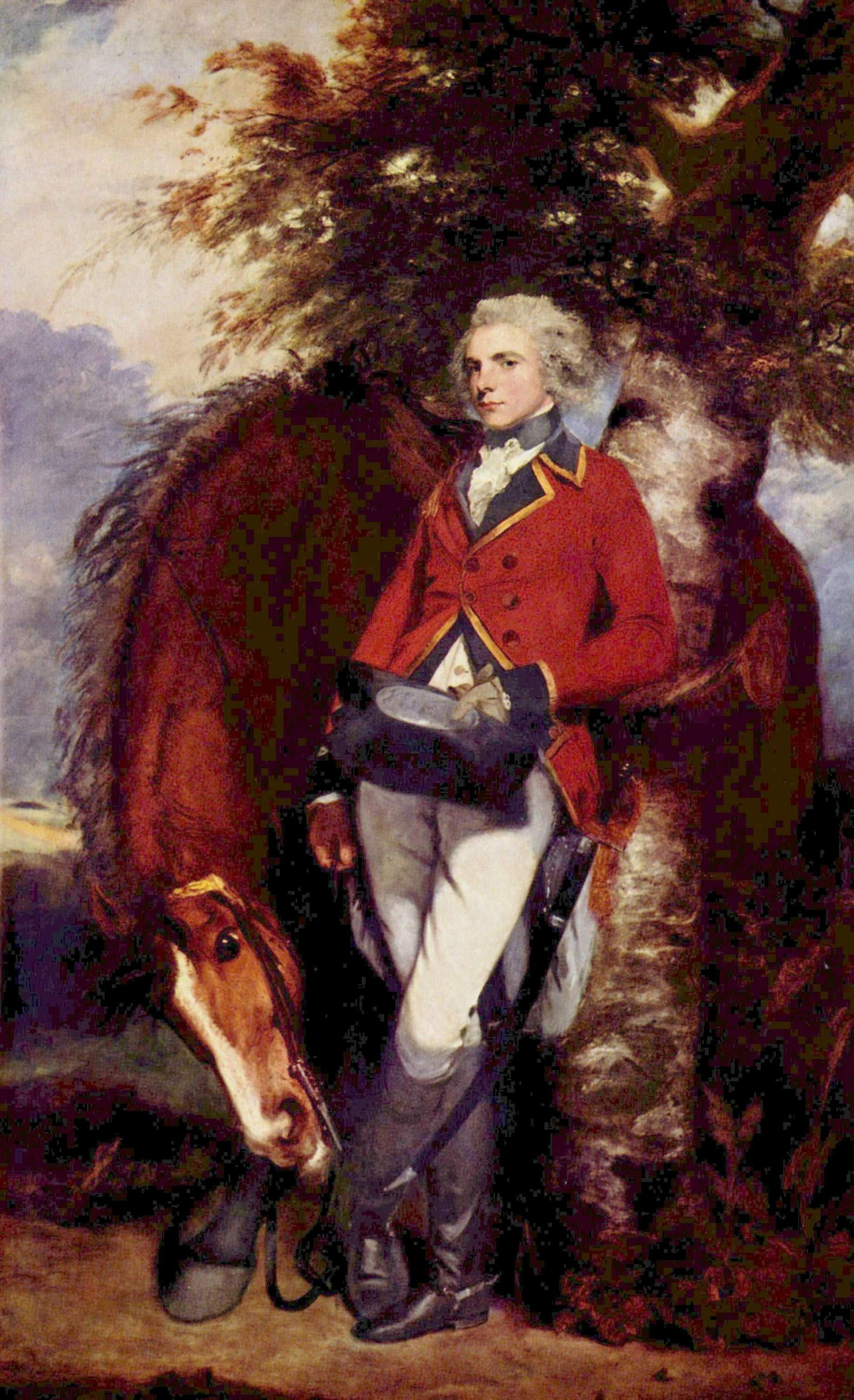
El coronel Coussmaker, de Joshua Reynolds.
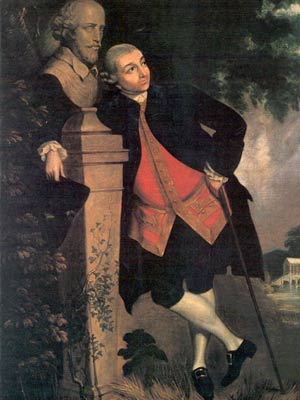
David Garrick, per Gainsborough.